# Kabinett Quandt
Kabinett Quandt - 28. Juli 1951 bis 31. Juli 1952
| Amt                        | Name                 | Partei | Partei |
| -------------------------- | -------------------- | ------ | ------ |
| Ministerpräsident          | Bernhard Quandt      |        | SED    |
| Inneres                    | Wilhelm Bick         |        | SED    |
| Finanzen                   | Max Suhrbier         |        | LDP    |
| Landwirtschaft und Forsten | Bernhard Quandt      |        | SED    |
| Industrie und Aufbau       | Heinrich Lechtenberg |        | CDU    |
| Handel und Versorgung      | Günther Ludwig       |        | NDPD   |
| Volksbildung               | Hans-Joachim Laabs   |        | SED    |
| Arbeit und Gesundheit      | Bruno Hirschberg     |        | CDU    |
| ohne Geschäftsbereich      | Ernst-Walter Beer    |        | DBD    |